# Hesperia (Zeitschrift)
Die Hesperia ist eine vierteljährlich erscheinende Zeitschrift, die von der American School of Classical Studies at Athens herausgegeben wird. 
Die Zeitschrift wurde 1932 ins Leben gerufen, um den Forschungsergebnissen der American School ein Publikationsorgan zur Verfügung zu stellen. Dies ist auch heute noch ihr wichtigster Zweck. Darüber hinaus werden in ihr auch Beiträge internationaler Wissenschaftler aus den Gebieten der Archäologie, der Kunstgeschichte, der Geschichte, der Epigraphik, der Literatur und der Ethnologie Griechenlands ab der Frühzeit veröffentlicht. Geographisch wird der ganze griechische Kulturraum ohne zeitliche Einschränkung abgedeckt. Hinsichtlich der Beiträge zu Geschichte und Methoden der Archäologie wird der gesamte Mittelmeerraum einbezogen.
Ergebnisse der Primärforschung, interdisziplinäre Studien und Synopsen zu bestimmten Themen oder Problemen werden gleichermaßen akzeptiert. Die Beiträge werden vor der Annahme einem Peer-Review unterworfen, der durch wenigstens zwei unabhängige Wissenschaftler als Doppelblindgutachten durchgeführt wird. Die Bände der Zeitschrift erscheinen sowohl im Druck als auch digital. Einzelne Artikel sind auf der Internetseite der Hesperia frei verfügbar. Herausgeber ist 2017 Susan Lupack. Die ISSN für den Printbereich lautet 0018-098X, für die Online-Ausgabe 1553-5622.
Die Zeitschrift wird ergänzt durch die Hesperia Supplements als monographische Reihe.